# Allium jesdianum
Allium jesdianum — вид рослин з родини амарилісових (Amaryllidaceae); поширений в Афганістані, Ірані, Іраку, Узбекистані.

## Опис
Рослина приблизно до 75 см заввишки. Листя стрічкоподібне. Зонтик багатоквітковий, кулястий. Квітки мають помітні білі тичинки, що виступають за рожево-пурпурні стрункі листочки оцвітини.

## Поширення
Поширений в Афганістані, Ірані, Іраку, Узбекистані.